# Sultan Haji Khan
Sultan Haji Khan fou kan de Coràsmia. Era fill de Balbars i va succeir al seu oncle Ilbars Khan per ser el més gran dels prínceps arabshàhides. Però el poder real va estar en mans del seu cosí Sultan Ghazi, fill d'Ilbars que només va deixar a Sultan Haji el títol i el dret d'iniciar el menjar a taula. Sultan Ghazi és descrit com un príncep molt ric però avariciós.
Va regnar aproximadament un any i després va morir. Segons el costum fou elegit kan el més vell dels prínceps, que era Hasan Kuli, el fill d'Abulek (oncle d'Ilbars).